# Harris Great Marques
Harris Great Marques Limited war ein britischer Hersteller von Automobilen.

## Unternehmensgeschichte
Mark Anthony Lewis Harris und Yvonne Marie Harris gründeten am 15. Mai 1996 das Unternehmen in Scarborough in der Grafschaft North Yorkshire. Sie begannen 1998 mit der Produktion von Automobilen und Kits. Der Markenname lautete HGM. Am 27. August 2002 wurde das Unternehmen aufgelöst. Insgesamt entstanden etwa 14 Exemplare.

## Fahrzeuge
Das einzige Modell war der 6. Dies war die Nachbildung des Lotus Six. Die offene Karosserie bestand aus Aluminium und bot Platz für zwei Personen.